# Старос, Филипп Георгиевич
Филипп Георгиевич Ста́рос (Альфред Сарант, англ. Alfred Epamenondas Sarant; 26 сентября 1918, Нью-Йорк — 12 марта 1979, Москва) — американский и советский инженер, агент советской разведки, перебежчик из США, советский инженер и учёный. Лауреат Государственной премии СССР.

## Биография
По происхождению грек. Инженер. Доктор технических наук (1967). Профессор ЛИТМО (1971), кафедры вычислительной техники (1969—1970).
Согласно оформленным в СССР документам, родился 24 февраля 1917 г. в г. Леодинеон, Греция. Окончил Университет Торонто: бакалавриат (1937—1940, инженер-электрик) и магистратуру (1941—1943, математика-электроника).
В 1944 году вступил в Коммунистическую партию США. Во время Второй мировой войны работал в лабораториях корпуса связи армии США вместе со своим другом Джоэлом Барром. Находясь в контакте с советским разведчиком Феклисовым, Барр и Сарант передавали советской разведке техническую информацию об американских вооружениях, в том числе о радарных установках, авиаприцелах, аналоговых компьютерах для управления огнём и других системах.
С 1946 года Сарант работал в лабораториях Корнеллского университета. Был знаком с многими известными физиками, включая Ханса Бете и Ричарда Фейнмана.
В 1950 году, после ареста Джулиуса и Этели Розенбергов, ФБР допросило Саранта, но не арестовало его. Вскоре Сарант бежал в Мексику с Кэрол Дэйтон — женой своего соседа, оба бросили своих супругов и детей  . Там они вышли на связь с советской разведкой через торговое представительство Польши, получив инструкции перейти пешком в Гватемалу. Оттуда оба вылетели на самолёте в Польшу через Испанию, откуда через 6 месяцев прибыли в Москву. В Москве Сарант встретился с Барром, вызванным КГБ из Праги, и получил новое имя Филипп Георгиевич Старос (Барр получил имя Иосиф Берг, Дэйтон стала Анной Петровной Старос). Из Москвы Барр и Сарант отправились в Чехословакию, где работали инженерами-электриками, возглавив работы над первым в Восточном военном блоке устройством автоматического управления зенитным огнем.
В начале 1956 года Старос и Берг переехали в Ленинград, где Старос возглавил лабораторию СЛ-11, которая в 1959 году была расширена в КБ-2 электронной техники. В КБ была разработана ЭВМ УМ-1.
Начальник СКБ-2 ГКРЭ (1959—1961), КБ-2 ГКЭТ, МЭП (1961—1966), ЛКБ (1963—1973), заместитель начальника ЛКТБ (1973—1974).
Старосу и Бергу принадлежат идея и разработка плана создания советского центра электроники, воплощённая при переориентации строящегося города Зеленограда с текстильной промышленности на микроэлектронику.
После ряда трений с советскими партийными органами Старос переехал во Владивосток (1974), где возглавлял отдел в Институте автоматики и процессов управления (ИАПУ) Дальневосточного научного центра АН СССР, а затем Институт искусственного интеллекта.
Умер 12 марта 1979 года от инфаркта. Прах захоронен в Ленинграде на Большеохтинском кладбище.
Вдова Староса Анна Петровна в 1989 году обратилась в американское посольство с просьбой восстановить её документы на Кэрол Дэйтон и в 1991 г. вернулась в США, где вскоре воссоединилась с первым мужем.
История Староса и Берга отражена в книге Даниила Гранина «Бегство в Россию».

## Награды и премии
- Государственная премия СССР (1969) — за разработку малогабаритной электронной управляющей машины и управляющих вычислительных комплексов типа УМ1-HX и внедрение их в первые цифровые управляющие системы в различных отраслях народного хозяйства
- орден Трудового Красного Знамени (1958)